# Tonje Løseth
Tonje Løseth (født 1. januar 1991 i Bergen, Norge) er en norsk håndboldspiller som spiller for den franske håndboldklub Brest Bretagne Handball. Hun har tidligere spillet for TuS Metzingen og Herning-Ikast Håndbold.